# Druil

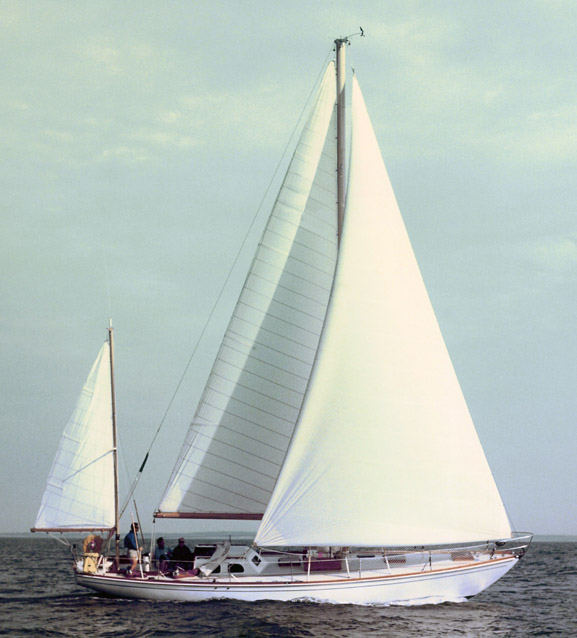
Een zeilboot met aan de linkerkant een druil.

De druil is een in verhouding erg klein zeil aan de achterste mast (druilmast) van een yawlgetuigde zeilboot. De druil kan veel vormen hebben als bermuda-, gaffel-, gunter- of torenzeil. De druil staat achter op het schip, vaak achter het roer waardoor het gebruikt kan worden bij het sturen. (strak zetten helpt bijvoorbeeld bij het oploeven, vieren werkt afvallen in de hand). Bij het voor anker liggen kan de druil gehesen blijven, hetgeen gieren aan het anker voorkomt. Het kan bij heel harde wind fijn zijn om het in combinatie met een fok te voeren. Het grootzeil kan dan in zijn geheel gestreken worden maar onder fok en druil blijft de boot neutraal op het roer. In Nederland zie je vrijwel alleen druilzeilen op de grotere kajuitzeiljachten maar in Engeland zie je ook wel op jollen van minder dan 6 meter met een yawl tuigage.